# Bagnone (torrente)
Il Bagnone (chiamato al Bagnòn in dialetto della Lunigiana) è un torrente affluente del fiume Magra.

## Il corso
Nasce sull'Appennino tosco-emiliano alla base del Monte Sillara, da due distinte sorgenti d'acqua. La principale sgorga alla base di località Tornini, in prossimità di un grosso faggio. La sorgente secondaria invece sgorga vicinissima al Monte Sillara (1861 metri) e al Monte Paitino in località Verzella. In località Garbia i due piccoli corsi d'acqua si incrociano dando vita al torrente Bagnone vero e proprio.
Il fiume così costituito attraversa tutta l'omonima valle, da nord-est a sud-ovest, sfiorando il caratteristico borgo medioevale di Jera o Iera e scendendo fino al comune di Bagnone senza toccare più alcuna frazione. Entrato nel paese di Bagnone, all'interno di un vero e proprio canalone di roccia, prosegue il suo corso nel territorio di Villafranca in Lunigiana, dividendo il centro cittadino in due parti e gettandosi infine nella Magra.

### Caratteristiche fluviali
Il Bagnone ha un regime delle acque tipico del corsi fluviali appenninici. È ricco di trote e anguille. La sua ricchezza d'acqua ha determinato la costruzione di acquedotti ad uso domestico, che servono tutto il comprensorio bagnonese e villafranchese, nonché di centrali per la raccolta idrica finalizzata alla produzione di energia elettrica. Fin dai primi chilometri, l'acqua viene incanalata lungo vie obbligate togliendo smalto al fiume nella sua parte mezzana e in quella finale. La parte più elevata del suo corso è inserita nel Parco Nazionale dell'Appennino Tosco-Emiliano. Da notare che il Bagnone non è andato in secca nemmeno nella torrida estate del 2003.

### Gli affluenti
Il torrente riceve le acque di altri piccoli torrenti, a volte rivoli. Il più importante di essi è il torrente Bagnolecchia (in dialetto Banoledtja) che nasce nella valle della frazione Compione di Bagnone. Altri ancora sono la Tanagorda (tra le frazioni di Jera e Treschietto), l'Acquetta (tra Treschietto e Vico), il Redivalle e il Fiumenta (che percorrono tutta la lunga valle vichese unendosi poco prima dell'inizio del borgo), il Mangiola (nella boscosa selva che separa le frazioni di Mochignano e Collesino da Pastina), la Pandeza (proveniente dal Castello di Bagnone, l'antica Gutula), e la Vigesola (in dialetto Vigèsla) che, scendendo dalla frazione di Virgoletta, sfocia a Villafranca in prossimità del centro del paese.